# David Tomassoni
David Joseph „Dave“ Tomassoni (* 5. Dezember 1952 in Bemidji, Minnesota; † 11. August 2022 in Duluth, Minnesota) war ein US-amerikanisch-italienischer Eishockeyspieler und Politiker.

## Karriere im Eishockey
David Tomassoni, dessen Vorfahren aus Italien kamen, spielte von 1971 bis 1975 für die Denver Pioneers, das Team der University of Denver. Im Jahr 1975 zog er nach Italien, wo er zunächst für den HC Gherdëina spielte und dort mit dem Klub in der Saison 1975/76 seinen ersten Meisterschaftstitel gewann. Es folgte eine kurze Zwischenstation 1977 bei den New Haven Nighthawks in der American Hockey League (AHL), ehe er nach Italien zurückkehrte und eine Spielzeit für den SC Ritten absolvierte. Von 1978 bis 1982 trug er das Trikot des HC Meran. Es folgte ein Wechsel zum HC Varese, ehe er zwei Jahre später erneut nach Meran zurückkehrte und im Spieljahr 1985/86 seinen zweiten Meistertitel feiern konnte. Im Sommer 1989 zog es Tomassoni zum HC Milano Saima, wo er 1990 erneut Italienischer Meister wurde.
Am 10. Oktober 1976 gab Tomassoni sein Debüt in der italienischen Nationalmannschaft. Er spielte zehn Jahre lang für die Nationalmannschaft und nahm dabei an den Olympischen Winterspielen 1984 in Sarajevo und mehreren Weltmeisterschaften teil.

## Karriere als Politiker
David Tomassoni war Mitglied der Minnesota Democratic-Farmer-Labor Party. Er war von 1993 bis 2022 Senatsmitglied der Minnesota Legislature.

## Erfolge und Auszeichnungen
- 1976 Italienischer Meister mit dem HC Gherdëina
- 1986 Italienischer Meister mit dem HC Meran
- 1991 Italienischer Meister mit dem HC Milano Saima